# Geotomus alexandria
Geotomus alexandria är en insektsart som först beskrevs av William Lucas Distant 1911.  Geotomus alexandria ingår i släktet Geotomus och familjen taggbeningar. Inga underarter finns listade i Catalogue of Life.